# Einar Einarsen
Einar Einarsen, född 1868, död 1913, var en norsk nationalekonom.
Efter juridiska studier tjänstgjorde Einarsen vid finansdepartementet 1890-98 och var 1904-05 docent vid Köpenhamns universitet. Einarsen arbetade dessutom som praktiserande advokat och blev höiesteretsadvokat 1908. Som nationalekonom utgav Einarsen två huvudarbeten: Begrebet Kapital i Oekonomien (1895) och Gode og daarlige Tider (1904), av vilka den senare var ett försök att efter en empirisk undersökning av 1800-talets kriser skapa en ny kristeori.